# Agustín Barrios
Agustín Pío Barrios, também conhecido como Agustín Barrios Mangoré (San Juan Bautista, 5 de maio de 1885 - 7 de agosto de 1944), foi um violonista paraguaio e compositor.

## Biografia

### Infância e juventude
Quando criança, Barrios começou a desenvolver gosto pela música e pela literatura, duas áreas importantes para sua família. Como todo paraguaio, Barrios-Mangoré falava duas línguas: espanhol e guarani, além de ler em mais três, inglês, francês e alemão.
Antes de alcançar a adolescência, Barrios começou a demonstrar interesse em instrumentos musicais, particularmente o violão. Ele foi para Assunção em 1901, aos treze anos de idade, para frequentar a Universidade Nacional de Assunção com bolsa de estudo em música, tornando-se, assim, um dos mais jovens estudantes universitários na história do Paraguai. Além de tornar-se um músico no departamento de música, Barrios-Mangoré foi também bem estimado pelos membros dos departamentos de matemática, jornalismo e literatura.
Depois de deixar a escola, Barrios dedicou sua vida a escrever poemas e a praticar sua música. Ele fez arranjos para mais de 300 canções, as quais ele escrevia em poemas e depois tocava em seu violão. Barrios-Mangoré fez muitos amigos durante suas múltiplas viagens pela América do Sul; ele era conhecido por dar, aos seus amigos e fãs, cópias autografadas dos seus poemas. Por causa disto, uma grande quantidade de diferentes versões de sua obra foi espalhada pelo continente, e muitos dos seus fãs atuais advertem potenciais compradores de cópias a serem cautelosos ao comprar um poema com rumor de ter sido escrito por Barrios-Mangoré.

### Carreira
Barrios ficou famoso pelas suas fenomenais apresentações ao vivo e em gravações para gramofone — a primeira música clássica para violão a ser gravada em disco. Por alguns anos foi costume seu tocar em concertos com roupas paraguaias tradicionais (ele era parcialmente de origem guarani).
De forma geral, sua obra era de caráter romântica, apesar de suas músicas terem sobrevivido bem no século XX. Muitas delas são também adaptações ou são influências da música popular da América do Sul ou da América Central, e muitas das quais são de natureza virtuosa.
Inspirada em Bach, La Catedral (1921) é, frequentemente, considerada a sua obra mais impressionante, até mesmo ganhando a aprovação de Andrés Segovia, que, em outra época, parecia ter pouca consideração por suas composições. A ascensão póstuma das críticas ao trabalho de Barrios, tanto como compositor como violonista, é visto por alguns como vindo às custas de Segovia, originalmente um ícone intocável deste instrumento.

### Morte e legado
Barrios  foi enterrado em São Salvador, El Salvador em 7 de agosto de 1944.
Barrios-Mangoré ainda é reverenciado no Paraguai, onde ele ainda é visto por muitos como um dos maiores músicos de todos os tempos. Sua obra foi advogada por John Williams, entre outros, como uma das maiores no repertório de violão clássico. Williams disse, sobre Barrios: 
Como um violonista/compositor, Barrios é o melhor de todos, independente do ouvido. Sua música é melhor estruturada, é mais poética, é mais tudo! E é mais de todas as coisas em um modo atemporal. Assim, penso, eu, que ele é um compositor mais significativo que Sor ou Giuliani, e um compositor mais significativo — para o violão — que Villa-Lobos.
Muitos outros violonistas gravaram a música de Barrios, incluindo Laurindo Almeida, Manuel Barrueco, Antigoni Goni, Iakovos Kolanian, Wulfin Lieske, Angel Romero, Berta Rojas, Turíbio Santos,  David Russell, João Rabello, Enno Voorhorst e Göran Söllscher.

## Música popular
A música popular do Paraguai (incluindo a polca paraguaia e valsa) forneceu ao jovem Barrios o seu primeiro contato com a música. Em 1898, Barrios foi formalmente apresentado ao repertório de violão clássico de Gustavo Sosa Escalada. Naquele tempo, Barrios já havia composto obras para violão e também apresentou peças estritas pelo seu primeiro professor, aliás, como La Chinita e La Perezosa. Sob influência do seu novo professor, Barrios prosseguiu apresentando e estudando as obras de Tárrega, Vinas, Sor e Aguado. Sosa Escalada ficou tão impressionado com seu novo aluno que ele convenceu os pais de Barrios a deixá-lo se mudar para Assunção para dar continuidade à sua educação. Já tendo superado a habilidade técnica e de apresentação da maioria dos violonistas, Barrios começou a compor seriamente por volta de 1905.

## Composições
As composições de Barrios podem ser divididas em três categorias básicas: folclórica, imitativa e religiosa. Barrios homenageou a música e o povo de sua terra natal compondo peças modeladas a partir de canções populares da América do Sul e da América Central. Imitar o estilo de composição e as técnicas dos períodos barroco e romântico era outro lado da sua arte. La Catedral pode ser visto como a imitação de Bach. Acredita-se que La Catedral foi inspirada em uma experiência religiosa de Barrios; por isso, esta peça também pode ser categorizada como religiosa. As crenças e experiências religiosas tiveram um papel importante no processo de composição de Barrios. Una Limosna por el Amor de Dios (Uma Esmola pelo Amor de Deus) é outro exemplo de trabalho inspirado pela religião. Dividir o trabalho de Barrios nestas três categorias ajuda o entusiasta de violão a entender a intenção musical de Barrios.

## Obras
Vários registros, que podem facilmente ser encontrados na internet, indicam que sua obra "una limosna por el amor de Dios" recebeu este título após sua morte, por sugestão de um aluno que estava justamente ouvindo o mestre mostrar-lhe a música, ainda em fase de conclusão, quando uma anciã bateu à porta, pedindo uma esmola. Após dar-lhe algumas moedas, o mestre afirmou que iria acrescentar aqueles toques na porta à música. Ao morrer, cerca de um mês depois do encontro com a esmoler, o aluno sugeriu o título. Por isto, uma outra corrente de opinião acha pouco provável que a música tenha sido criada por influência religiosa. Perguntado de onde havia vindo a inspiração para compor aquela emocionante poesia musical, ele afirmou que "não foi deste mundo".

## Lista de trabalhos
Agustín Barrios compôs mais de trezentas peças em toda sua vida. As obras mais conhecidas de seu repertório são:
- Abrí la Puerta Mi China
- Aconquija (Aire de Quena)
- Aire de Zamba
- Aire Popular Paraguayo
- Aires Andaluces
- Aires Criollos
- Aires Mudéjares (fragmento)
- Aire Sureño (fragmento)
- Allegro Sinfónico
- Altair
- A Mi Madre-serenata
- Arabescos
- Armonías de América
- Bicho Feo
- Canción de la Hilandera
- Capricho Español
- Choro da Saudade
- Confesión (Confissão de Amor)
- Contemplación
- Córdoba
- Cueca (Danza Chilena)
- Danza en Re Menor
- Danza Guaraní
- Danza Paraguaya no.1
- Danza Paraguaya no.2 Jha,che valle
- Danza Paraguaya (dueto)
- Diana Guaraní
- Dinora
- Divagación en Imitación al Violín
- Divagaciones Criollas
- Don Perez Freire
- El Sueño de la Muñequita
- Escala y Preludio
- Estilo Uruguayo
- Estilo
- Estudio de Concierto No.1, em lá maior
- Estudio de Concierto No.2, em lá maior
- Estudio del Ligado em lá maior
- Estudio del Ligado em ré menor
- Estudio en Arpegio
- Estudio en Si Menor (solo e dueto)
- Estudio en Sol Menor
- Estudio Inconcluso
- Estudio No. 3
- Estudio No. 6
- Estudio Para Ambas Manos
- Estudio Vals
- Fabiniana
- Gavota al Estilo Antiguo
- Habanera
- Humoresque
- Invocación a Mi Madre
- Jha, Che Valle
- Julia Florida (barcarola)
- Junto a tu Corazón
- Jota
- La Bananita (tango)
- La Catedral: Preludio - Andante - Allegro
- La Samaritana
- Las Abejas
- Leyenda de España
- Leyenda Guarani
- London Carapé
- Luz Mala
- Mabelita
- Madrecita
- Madrigal Gavota
- Maxixe
- Mazurka Apasionata
- Medallón Antiguo
- Milonga
- Minueto em lá maior
- Minueto em lá maior
- Minueto em si maior
- Minueto em dó maior
- Minueto em dó menor
- Minueto em mi maior
- Oración (Oración de la Tarde)
- Oración por Todos
- Pericón em fá
- Pericón em sol
- Prelúdio Op. 5, No. 1
- Prelúdio em mi maior
- Prelúdio em lá menor
- Prelúdio em dó maior
- Prelúdio em dó menor
- Prelúdio em ré menor
- Prelúdio em ré menor
- Romanza en Imitación al Violoncello (Página do álbum Fuegos Fátuos)
- Sargento Cabral
- Sarita
- Serenata Mourisca
- Tango No. 1
- Tango No. 2
- Tarantella (Recuerdos de Nápoles)
- Tua Imagem
- Una Limosna por el Amor de Dios (também conhecida como El ultimo trémolo ou El último canto)
- Un Sueño en la Floresta (Souvenir d'un Rêve)
- Vals de Primavera
- Vals Op. 8, No. 1
- Vals Op. 8, No. 2
- Vals Op. 8, No. 3
- Vals Op. 8, No. 4
- Vals Tropical
- Variaciones sobre un Tema de Tárrega
- Variaciones sobre el Punto Guanacasteco
- Vidalita con variaciones em lá maior
- Vidalita em ré menor
- Villancico de Navidad
- Zapateado Caribe (trio)